# Dreamers Union Choir
Dreamers Union Choir（ドリーマーズ・ユニオン・クワイアー：別名DUC）は、日本のクワイアー。

## 概要
合唱指導者木島タローの指揮のもと、オーディションされたシンガー達によって構成される合唱団。ゴスペルを思わせる地声合唱を基調とし、従来型の教育合唱とは一線を画す自らのジャンルをパワーコーラスと呼ぶ。
オリジナル楽曲の発表を中心に活動しつつ、合唱を必要とされるテレビの現場などを中心に活動。

## 活動記録
- 2025年10月開催予定、船橋ミュージックストリートにゲスト出演決定。
- 2025年 NHK みんなのうた「校長センセ宇宙人説」歌唱 [1]。
- 2025年2月「校長センセ宇宙人説」で日本クラウンよりメジャーリリース[2] 同曲でNHK「新・BS日本のうた」出演
- 2023年〜 フジテレビ「オールスター合唱バトル」にて、ディレクター木島タローの下、歌唱指導[3]
- 2023年 ももいろクローバーZ さいたまスーパーアリーナ公演「Players」にて合唱担当[4]
- 2022年 ショップチャンネル 25周年記念TVCM歌唱および出演（女性メンバーのみ）
- TBSテレビ『バナナマンのせっかくグルメ!!』[5]『ベスコングルメ』[6]『千鳥のかいつまんで教えてほしいんじゃ!』（不定期特番）『いくらかわかる金?』の4番組でテーマソングを担当。
- 2019年 フジテレビ「全国ハモネプリーグ LIVE!2019」に出演。総合3位。
- 2019年 ローマ教皇来日オフィシャルテーマ「Protect All Life」[7]録音/東京ドームミサで歌唱。
- 2016年、ジョン・レノン・ソングライティング・コンテストファイナリスト入賞（2016年Session II、ゴスペル/インスピレーション部門）[8]
- 2011年 サウンズ・オブ・ブラックネスのNAACPイメージ賞受賞アルバム『The Sounds Of Blackness』に参加。（「UBUNTU」および「Keep On Keepin' On」[9][10]

## アルバム
- 知らない誰かの笑顔のために (2007)
- New Chapter (2010)
- Keep On Runnin' (2014)
- United Dreamers (2020)

## シングル
- My I Love You (2012)
- Sing To Survive (2015)
- Kitan Datta from ZERO (2019)
- 校長センセ宇宙人説 (2025 日本クラウン)